# Napoleone Colajanni
Napoleone Colajanni, född 27 april 1847, död 2 september 1921, var en italiensk sociolog, publicist och politiker.
Colajanni blev professor i nationalekonomi och statistik vid universitetet i Neapel. Han var en av det republikanska partiets ledare, deputerad till fascismens genombrott. Colajanni var en betydande publicist, och under flera år chefredaktör för Rivista popolare och författade flera sociologiska och andra skrifter.